# Tabounte
Tabounte (in arabo تبنت‎?; in berbero: ⵜⴰⴱⵓⵏⵜ) è una città del Marocco, nella provincia di Ouarzazate, nella regione di Drâa-Tafilalet. Gli abitanti di Tabounte appartengono alle tribù berbere dell'Atlante, e parlano una varietà di tashelhit.
La città è anche conosciuta come Tabount.